# Yorkshire (New York)
Pour les articles homonymes, voir Yorkshire (homonymie).
Yorkshire est une ville située dans le comté de Cattaraugus, dans l'État de New York, aux États-Unis. La population s'élevait à 3 808 habitants en 2021.